# Prava LGBT osoba u Amerikama
Zakoni koji reguliraju prava lezbijki, homoseksualaca, biseksualaca i transrodnih osoba (LGBT) složeni su u Amerikama, a prihvaćanje LGBT osoba uvelike varira. Istospolni brakovi zakoniti su u Kanadi (na nacionalnoj razini) od 2005. godine, u Argentini od 2010. godine, u Brazilu (u cijeloj zemlji) i Urugvaju od 2013., u Sjedinjenim Američkim Državama (diljem zemlje) od 2015. i u Kolumbiji od 2016. U Ekvadoru je legalan od 2019., u Kostarici od 2020., u Čile i na Kuba od 2022. U Meksiku su istospolni brakovi legalni u svim državama od 2022.
Među zavisnim teritorijima, istospolni brakovi također su zakoniti na Grenlandu, britanskim prekomorskim teritorijima Falklandskih otoka i Južne Georgije i otočja Južni Sandwich, svih francuskih teritorija (Guadeloupe, Martinique, Saint Barthélemy, Francuska Gvajana, Sveti Martin, i Saint Pierre i Miquelon), te na Nizozemskim Karibima, dok su brakovi obavljeni u Nizozemskoj priznati u Arubi, Curaçau i Sint Maartenu. Više od 700 milijuna ljudi živi u nacijama ili podnacionalnim entitetima u Amerikama gdje su dostupni istospolni brakovi.
U siječnju 2018. godine, Interamerički sud za ljudska prava presudio je da Američka konvencija o ljudskim pravima priznaje istospolne brakove kao ljudsko pravo. Time je legalizacija takvih zajednica postala obvezna u sljedećim zemljama: Barbados, Bolivija, Čile, Kostarika, Dominikanska Republika, Ekvador, Salvador, Gvatemala, Haiti, Honduras, Meksiko, Nikaragva, Panama, Paragvaj, Peru i Surinam. Argentina, Brazil, Kolumbija i Urugvaj također su pod sudskom nadležnošću, ali su već imali uvedene istospolne brakove prije donošenja ove presude.
Nadalje, neke druge zemlje imaju zakone koji priznaju registrirano partnerstvo (Bolivija), kao i usvajanje djece od strane LGBT osoba. Međutim, devet zemalja još uvijek u svojim statutima ima upisano homoseksulanost (točnije seks između osoba istog spola) kao zločin. Ovih devet zemalja su Jamajka, Dominika, Barbados, Sveta Lucija, Antigva i Barbuda, Sveti Vincent i Grenadini, Grenada, Sveti Kristofor i Nevis, te Gvajana, od kojih je posljednja na kopnu Južne Amerike. Sve su to bivši dijelovi Britanske Zapadne Indije.

## Po državama
- Antigva i Barbuda
- Bahami
- Barbados
- Belize
- Honduras
- Meksiko (povijest)
- Gvatemala
- Dominika